# Phương Phương
Phương Phương (tiếng Trung: 方方) là bút danh của Uông Phương (汪芳; sinh ngày 11 tháng 5 năm 1955), là nhà văn người Trung Quốc đã giành Giải thưởng Văn học Lỗ Tấn năm 2010. Bà được cả thế giới biết đến qua cuốn Nhật ký Vũ Hán viết về những ngày tháng thành phố Vũ Hán bị phong tỏa trong suốt đại dịch COVID-19 ở Trung Quốc.

## Sự nghiệp sáng tác
Phương Phương chào đời ở Nam Kinh, tỉnh Giang Tô. Bà đến Đại học Vũ Hán năm 1978 để theo học ngành ngữ văn. Năm 1975, bà bắt đầu tập tành làm thơ và năm 1982 cho ra mắt cuốn tiểu thuyết đầu tiên mang tên Đại bồng sa thượng  (大篷车上). Năm 1987, bà phát hành kiệt tác Phong cảnh (风景), và giành giải thưởng tiểu thuyết dài trung bình xuất sắc quốc gia 1987-1988. Các tác phẩm khác của nữ văn sĩ này, bao gồm Cầm đoạn khẩu (琴断口), và Hành vân lưu thủy (行云流水), Giang na nhất ngạn (江那一岸), Nhất xướng tam thán (一唱三叹), cũng được đón nhận nồng nhiệt. Vì Phương Phương quan tâm nhiều đến người nghèo Trung Quốc, nhiều tác phẩm của bà phản ánh cuộc sống chân chính của họ.

## Nhật ký Vũ Hán
Trong suốt giai đoạn phong tỏa tỉnh Hồ Bắc năm 2020, Phương Phương đã sử dụng phương tiện truyền thông xã hội để chia sẻ Nhật ký Vũ Hán (武汉日记), một cuốn nhật ký kể về cuộc sống ở thành phố bị phong tỏa. Tác phẩm này đã thu hút sự chú ý của dư luận quốc tế.
Nhật ký Vũ Hán được Michael Berry dịch sang tiếng Anh, do Harper Collins xuất bản vào ngày 4 tháng 6 năm 2020.
Theo tờ Thời báo Hoàn Cầu, một tờ báo lá cải quốc gia dưới sự quản lý của Đảng Cộng sản Trung Quốc, ấn phẩm đã dấy lên sự phẫn nộ từ độc giả Trung Quốc, do hình ảnh trong quyển nhật ký viết về chính phủ Trung Quốc và cáo buộc việc sử dụng các nguồn tin cũ kỹ. Tốc độ bản dịch tiếng Anh và tiếng Đức, cả hai đều có sẵn để đặt hàng trước trên Amazon vào ngày 8 tháng 4, chỉ hai tuần sau khi hoàn thành phiên bản Weibo gốc bằng tiếng Trung (đã hoàn thành vào ngày 25 tháng 3), cũng phải hứng chịu sự chỉ trích từ Thời báo Hoàn Cầu, bao gồm cả những đồn đoán liên quan đến "sự hợp tác tiềm năng với những thế lực có ảnh hưởng ở nước ngoài”.
Trong cuốn sách, Phương Phương đã kêu gọi chấm dứt kiểm duyệt Internet ở Trung Quốc, nói rằng: “Thưa các nhà kiểm duyệt Internet, các người nên để người Vũ Hán nói chuyện”.